# Begovo
Begovo (bulgariska: Бегово) är ett distrikt i Bulgarien.   Det ligger i kommunen Obsjtina Kalojanovo och regionen Plovdiv, i den centrala delen av landet, 130 kilometer öster om huvudstaden Sofia.
Trakten runt Begovo består till största delen av jordbruksmark. Runt Begovo är det ganska glesbefolkat, med 39 invånare per kvadratkilometer.